# تشاي براكان
تشاي براكان (بالإنجليزية: Chai Prakan)‏ هي مدينة من مدن تايلاند. يبلغ عدد سكانها 16258 نسمة وذلك حسب إحصائيات سنة 2012. تبلغ مساحتها 49.13 كم².

## وصلات خارجية
- الموقع الإلكتروني